# Angst (film 1928)
Angst è un film muto del 1928 diretto da Hans Steinhoff.

## Trama
Il film è tratto dall'omonima novella dello scrittore austriaco Stefan Zweig. Nella novella di Zweig, ambientata a Vienna, la vicenda di un adulterio (Irene Wagner, moglie dell'avvocato Fritz Wagner, diventa l'amante di un giovane pianista e subisce dei ricatti da parte di una misteriosa donna) diventa lo spunto per una profonda analisi psicologica. Nel film la vicenda diventa melodrammatica e la vicenda da Vienna viene ambientata sulla Costa Azzurra dove i coniugi berlinesi Inge ed Henry Duhan si sono recati assieme a una coppia di amici, i coniugi Born (lui è un avvocato specialista in divorzi, socio di Henry Duhan). Inge, trascurata dal marito, allaccia una relazione con Francard, un pittore in vacanza a Cannes. Una vicenda analoga si verifica fra i coniugi Born, i quali peraltro rappresentano un esempio di coppia aperta; quando tuttavia Claire chiede il divorzio, i coniugi Born capiscono che sono fatti l'uno per l'altro.

## Storia
Il film era di produzione anglo-tedesca: la casa produttrice tedesca Orplid-Film GmbH era stata infatti acquistata dalla casa inglese British & Foreign Films Ltd. L'attore Henry Edwards era stato scelto perché molto popolare presso gli spettatori inglesi. Le riprese—che si svolsero dapprima negli studi Grünewald di Berlino e, per gli esterni, a Cannes—furono effettuate dal 13 maggio 1928 alla seconda metà di luglio, e la prima del film ebbe luogo a Lipsia il 16 agosto 1928. Il film ebbe successo e ne furono preparate versioni, differenti l'una dall'altra non solo nei sottotitoli, per il pubblico di lingua inglese e di lingua russa. Queste differenze, di cui si erano perse in parte le tracce, stanno emergendo in occasione di un progetto di restauro dei film muti di Hans Steinhoff, intrapreso dal Bundesarchiv-Filmarchiv di Berlino con l'aiuto dell'UK Arts and Humanities Research Board e dell'University of the West of England di Bristol, che prevede il confronto delle copie superstiti tedesca, inglese e russa.